# El Carrizal, Tlacoapa
El Carrizal är en ort i Mexiko.   Den ligger i kommunen Tlacoapa och delstaten Guerrero, i den sydöstra delen av landet, 250 km söder om huvudstaden Mexico City. El Carrizal ligger 1 066 meter över havet och antalet invånare är 236.
Terrängen runt El Carrizal är huvudsakligen kuperad, men norrut är den bergig. Runt El Carrizal är det ganska glesbefolkat, med 42 invånare per kvadratkilometer. Närmaste större samhälle är Malinaltepec, 19,6 km nordost om El Carrizal. I omgivningarna runt El Carrizal växer huvudsakligen savannskog.